# Сеффорд (Алабама)
Сеффорд (англ. Safford) — невключена територія в окрузі Даллас, штат Алабама, США. 

## Демографія
Станом на липень 2007на території мешкало 642 осіб. 
Чоловіків — 309 (48.3 %);

Жінок — 333 (51.7 %).
Медіанний вік жителів: 39.0 років;
по Алабамі: 35.8 років.

### Доходи
Розрахунковий медіанний дохід домогосподарства в 2009 році: $12,968 (у 2000: $11,667);
по Алабамі: $40,489.
Розрахунковий дохід на душу населення в 2009 році: $10,347.
Безробітні: 19,5 %.

### Освіта
Серед населення 25 років і старше: 
Середня освіта або вище: 45,5 %;

Ступінь бакалавра або вище: 5,9 %;

Вища або спеціальна освіта: 1,5 %.

### Расова / етнічна приналежність
Афроамериканців — 510 (73.5 %);

 Білих — 175 (25.2 %);

 Латиноамериканців — 8 (1.2 %);

 Відносять себе до 2-х або більше рас — 1 (0.1 %).

## Нерухомість
Розрахункова медіанна вартість будинку або квартири в 2009 році: $45,398 (у 2000: $34,500);
по Алабамі: $119,600.